# Theridiosoma nechodomae
Espèce
Theridiosoma nechodomae est une espèce d'araignées aranéomorphes de la famille des Theridiosomatidae.

## Distribution
Cette espèce est endémique des Antilles. Elle se rencontre en Jamaïque et à Porto Rico.

## Description
La femelle décrite par Archer en 1953 mesure 1,7 mm.

## Publication originale
- Petrunkevitch, 1930 : The spiders of Porto Rico. Part two. Transactions of the Connecticut Academy of Arts and Sciences, vol. 30, p. 159-356.